# Desmodium venosum
Desmodium venosum är en ärtväxtart som beskrevs av Julius Rudolph Theodor Vogel. Desmodium venosum ingår i släktet Desmodium och familjen ärtväxter. Inga underarter finns listade i Catalogue of Life.